# Pidozirka
Pidozirka (ukr. Підозірка) – wieś na Ukrainie, w obwodzie połtawskim, w rejonie połtawskim, w hromadzie Zińkiw. W 2001 liczyła 251 mieszkańców, wśród których 241 wskazało jako ojczysty język ukraiński, 9 rosyjski, a 1 białoruski.